# Lesina lutescens
Lesina lutescens är en insektsart som beskrevs av Walker, F. 1869. Lesina lutescens ingår i släktet Lesina och familjen vårtbitare. Inga underarter finns listade i Catalogue of Life.